# زیردریایی یو-۳۲
زیردریایی یو-۳۲ ممکن است به یکی از موارد زیر اشاره داشته باشد:
- زیردریایی یو-۳۲ (اس۱۸۲)
- زیردریایی یو-۳۲ (۱۹۳۷)